# بلکس۱۵
بلکس۱۵ (انگلیسی: BELEX15) شاخص اصلی بازار بورس بلگراد است، که از سال ۲۰۱۲ راه‌اندازی شد و هم‌اکنون از ۱۵ شرکت تشکیل می‌شود. 